# Schaffhauserstrasse

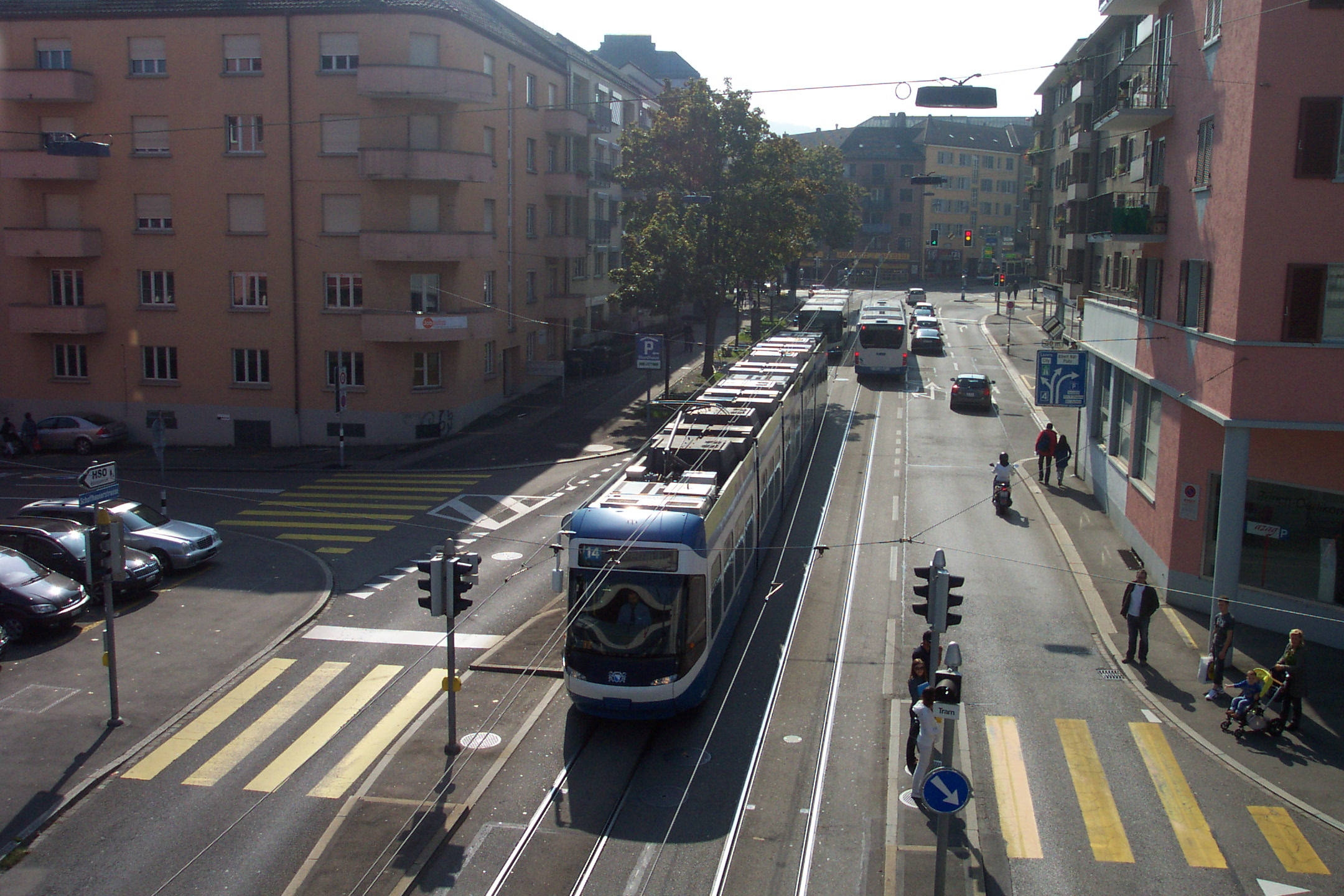
Die Schaffhauserstrasse südöstlich des Bahnhofs Oerlikon

Die Schaffhauserstrasse ist ein 9,1 Kilometer langes Strassenstück im Kanton Zürich in der Schweiz. Sie beginnt in der Stadt Zürich im Quartier Unterstrass und führt unter dem gleichen Namen durch die Gemeinde Opfikon bis nach Kloten. Zu einem grossen Teil wird es von der Hauptstrasse 4 genutzt.

## Verlauf
Die Schaffhauserstrasse beginnt in Unterstrass bei der Kronenstrasse kurz vor dem Schaffhauserplatz, wo die Stampfenbachstrasse zur Schaffhauserstrasse wird. Die Strasse führt Richtung Norden und überquert beim Milchbuck die Westtangente, die an dieser Stelle im Hirschwiesentunnel verläuft. Die Schaffhauserstrasse führt nach Oerlikon hinunter, wo sie östlich vom Bahnhof Zürich Oerlikon die Eisenbahnstrecken unterquert. Sie führt weiter durch Seebach, bevor sie kurz vor der Stadtgrenze die Autobahn A1 überquert.
In Glattbrugg überquert die Strasse südlich vom Bahnhof die Bahnstrecke nach Schaffhausen und die Glattalbahn, nördlich der Haltestelle Opfikon die Bahnstrecken nach Kloten Dorf und dem Flughafen und anschliessend beim Zentrum von Glattbrugg die Glatt. Immer noch auf dem Boden der Gemeinde Opfikon überquert sie beim Autobahnanschluss «Glattbrugg» die A51.
In Kloten führt die Strasse östlich am Holberg vorbei, wo sie abermals die Bahnstrecke nach Kloten Dorf westlich dieses Bahnhofs überquert. Nördlich des Zentrums von Kloten zweigt die Lufingerstrasse ab und die Schaffhauserstrasse wird zur Nebenstrasse, die beim Waffenplatz Kloten-Bülach endet.

## Geschichte
Die Schaffhauserstrasse erhielt in Zürich 1878 ihren Namen als Ausfallachse nach Schaffhausen. Sie übernahm den Verkehr von der Unteren Strasse, die dem Stadtquartiers Unterstrass den Namen gab. Diese folgte dem Strassenzug Stampfenbachstrasse–Beckenhofstrasse–Langmauerstrasse. Die Obere Strasse war die Ausfallachse nach Winterthur. Sie gab dem Oberstrassquartier den Namen. Sie verlief vom Neumarkttor den Berg hoch und entlang des heutigen Strassenzugs Culmannstrasse–Frohburgstrasse und wurde in den Jahren 1836–1838 ersetzt durch den Strassenzug Rämistrasse–Universitätstrasse–Winterthurerstrasse.
Bis 1900 war in Oerlikon für den Teil bis zum Bahnhof die Bezeichnung Neue Oerlikoner-Strasse gebräuchlich, weil sie den Durchgangsverkehr von der Oerlikonerstrasse übernahm. Bis zur zweiten Eingemeindung im Jahre 1934 trug die Strasse in den Vororten andere Namen. In Seebach hiess sie Zürcher-Strasse, in Oerlikon gab es drei Teilstücke die verschiedene Namen trugen. Eines hiess Zürcher-Strasse, eines Zürichstrasse und eines Industriestrasse.
Ab 1972 wird der Durchgangsverkehr der Hauptstrasse 4 beim Milchbuck von der Schaffhauserstrasse abgeleitet und mit der Westtangente um die Innenstadt geführt. Ebenso ist in Oerlikon die Tramhaltestelle «Sternen» und der Albert-Näf-Platz vom Durchgangsverkehr befreit. Das Strassenende in Kloten hat seit der Verlängerung der A51 bis zur Flughafenautobahn keinen Durchgangsverkehr mehr, dieser wird nördlich der Kaserne über die Verbindung Lufingerstrasse–Bülacherstrasse geführt.